# Leuchtturm Maasvlakte
Der Leuchtturm Maasvlakte, niederländisch Vuurtoren aan de Maasvlakte (Leuchtturm an der Maasebene), offiziell niederländisch Kustlicht Maasvlakte (Küstenlicht Maasebene) genannt, ist ein ehemaliger Leuchtturm an der Westseite der Maasmündung in der niederländischen Provinz Südholland.

## Bauwerk
Der Leuchtturm wurde von W. Colenbrander entworfen und im Jahre 1974 errichtet. Der achteckige Betonturm hat eine Höhe von 66 Metern und ist damit der höchste Leuchtturm der Niederlande. Er wurde errichtet, um den Eingang zum Nieuwe Waterweg und dem dahinter liegenden Europoort zu markieren. Durch seine Errichtung wurden zwei bisherige Leuchttürme in Hoek van Holland überflüssig. Heute wird der Turm nur noch als Träger einer Radareinrichtung genutzt, das Leuchtfeuer wurde am 8. Oktober 2008 deaktiviert.

## Leuchtfeuer
Das 2008 stillgelegte Leuchtfeuer stammte aus dem stillgelegten Leuchtturm De Hoge Licht aus Hoek van Holland und hatte eine Lichtstärke von 2.500.000 Candela und reichte 28 Seemeilen weit. Die Kennung des Lichts waren fünf Lichtsignale in einem 20-Sekunden-Intervall: "Fl(5),20s,28S".

## Bilder

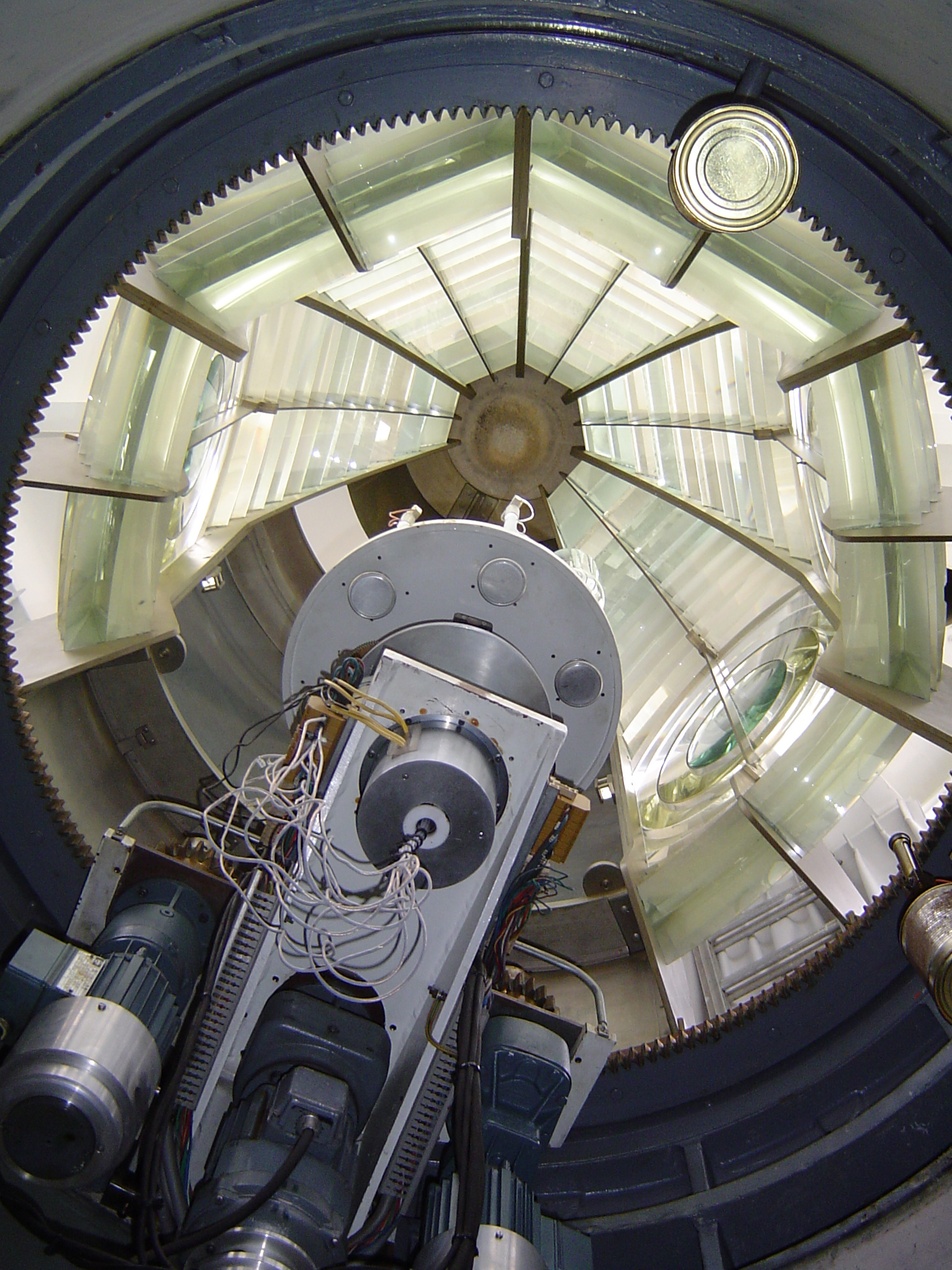
Blick von unten in das Leuchtfeuer
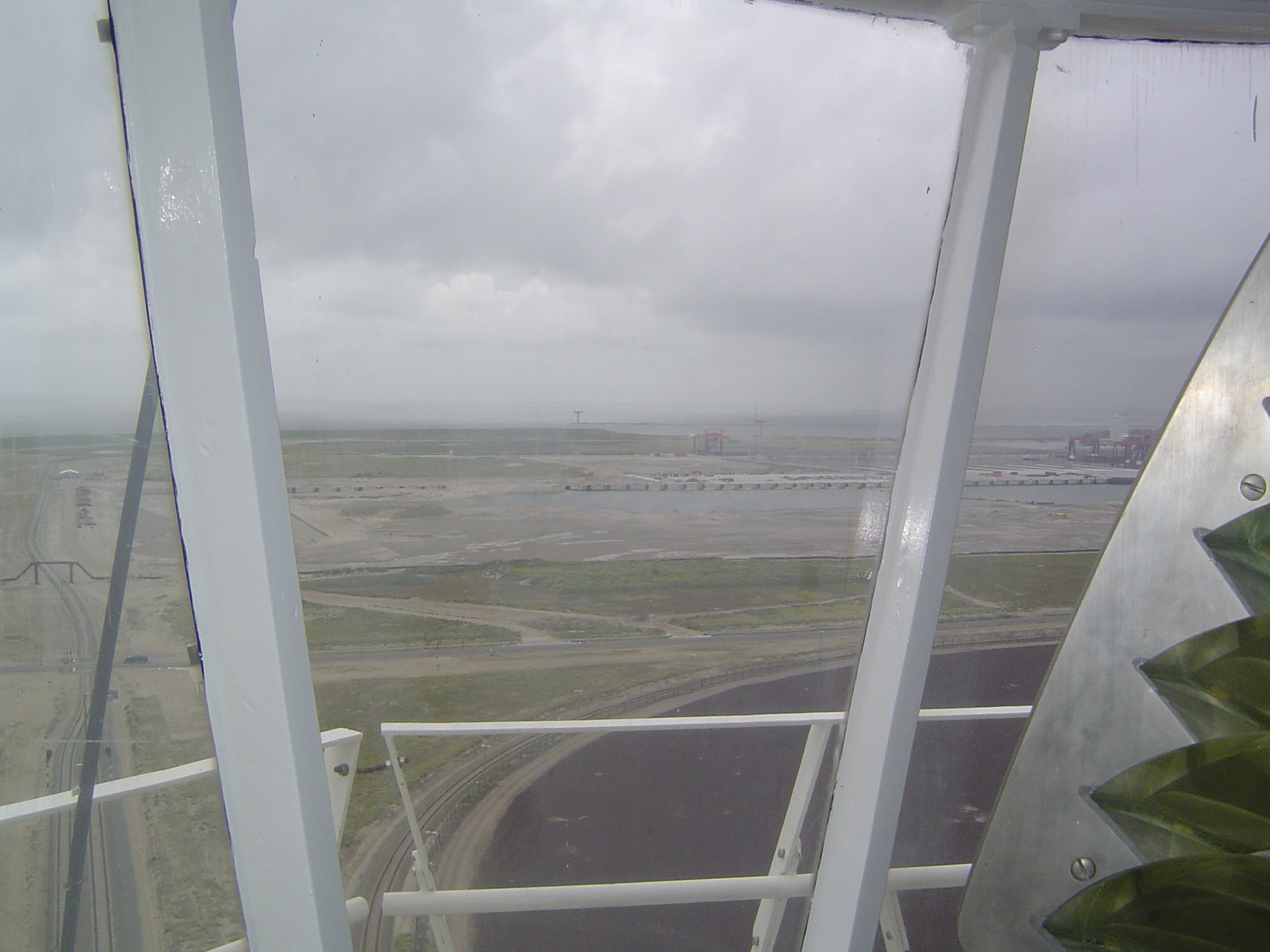
Aussicht vom Leuchtturm